# Avenida Cristóbal Colón (Talcahuano)
La Avenida Cristóbal Colón es una gran arteria vial que se extiende por las comunas de Talcahuano y Hualpén, pertenecientes al Gran Concepción, en Chile. Lleva su nombre en honor al navegante genovés y Almirante Cristóbal Colón.
La avenida Cristóbal Colón es una de las de mayor tráfico de la zona por la gran cantidad de personas que se dirigen al centro de Concepción (Chile) o a un gran número de sectores de la ciudad.

## Historia
La avenida ha ido creciendo junto con la propia ciudad, es una eje estructurante de ella, que ha modelado el crecimiento de Talcahuano. Esta avenida pasó a reemplazar el Antiguo Camino Concepción Talcahuano o Camino de los Carros, actual Avenida Arteaga Alemparte, en importancia, la que con el tiempo pasó a segundo plano, hasta su pavimentación completa en el tramo de la comuna de Talcahuano. Con la construcción de la Autopista Concepción-Talcahuano, ésta se liberó de parte del tráfico entre las dos comunas.

## Ubicación
La avenida se origina en la Calle Valdivia del puerto, al frente de la entrada y boletería de la Estación Mercado. Luego cruza el sector céntrico y gira por el costado del Cº David Fuentes. De esta Avenida nace: la Calle Arturo Prat (altura del número 1000), la Calle Francisco Bilbao (altura del número 1500), y la Calle Manuel Rodríguez (altura del número 1600), ejes del Transporte Licitado. A la altura del número 2000 al 2100, se encuentran vestigios del antiguo Cruce Williams de donde salía un subramal a la Pesquera y la Sal Lobos, este fue suprimido en 1996. En este punto se une la Avenida Lindor Pérez Gacitúa, y la Avenida se ensancha teniendo dos carriles por sentido y un bandejón central. Luego nace Calle Hualpén que es la entrada al sector Gaete. A su vez que se encuentra la entrada a la Autopista Interportuaria Talcahuano-Penco o Ruta CH-164. Un poco más allá, en el cruce con Avenida Vasco Núñez de Balboa, nace la Calle Luis Gómez Carreño, como calle de servicio con dos carriles al oriente de la avenida, separada de ésta por otro bandejón y cuyo primer tramo ha sido pavimentado y completada su red de aguas lluvias, en el primer semestre de 2007.
Más al sur está la entrada a Sector Las Higueras, en el que nace de los carriles centrales hacia el puerto. Más al sur pasa por el lado de la Estación Los Cóndores, y el cruce de Calle Las Amapolas, que da ingreso al Sector Denavi Sur, y a varias poblaciones.
La Avenida sigue por los dos carriles occidentales (dirección Concepción) elevados para entrar al Nudo Perales, pasar la vía férrea y luego seguir por un costado del Cº San Miguel. A su vez, los carriles en dirección al Puerto pasan por un Paso Superior sobre la vía férrea y la Autopista Concepción - Talcahuano, para unirse a esta última en los carriles en centrales, mediante un enlace tipo oreja.
Una vez al poniente de la vía férrea, sigue en dirección al sur, entrando a la comuna de Hualpén, con tres carriles, hasta el Paso Superior Las Golondrinas, en dónde se encuentra el Club Hípico. Luego se orienta al sureste, a su costado oeste pasa por las antiguas poblaciones LAN-A, LAN-B, y LAN-C, originadas del antiguo Aeropuerto Hualpencillo. Luego de pasar por otros poblaciones, y por la entrada a la Villa Acero, en Calle Los Maitenes (altura del 8845). Se encuentra con el Colegio Sagrados Corazones, con su estatua de la Virgen, en la entrada (altura 8900). Acá se ensancha la avenida a cuatro carriles, en un trabajo hecho en 1987. Finalmente antes de llegar al Nudo Nobis, se encuentran el Conjunto de Parque Las Américas y Colón 9000, construidos a principios de la década de los 1990. Al costado oriente se encuentra el Puerto Seco construido por Celulosa Arauco para centralizar el recibimiento de cargamento. Al frente se encuentra Cº Verde. Finalmente se llega al Nudo Nobis, en donde se empalma con Avenida 21 de Mayo y se conecta con Avenida Jorge Alessandri.

## Prolongaciones
- A la altura de Nudo Perales:
  - Autopista Concepción-Talcahuano o Ruta CH-154.
- En el Sur:
  - Avenida 21 de Mayo

## Puntos relevantes
Dentro de su trazado, la Avenida Cristóbal Colón pasa por los siguientes puntos relevantes dentro de la intercomuna:
- Estación Mercado
- Mercado de Talcahuano
- Centro Financiero de Talcahuano
- Comercio de Talcahuano
- Tribunales de Talcahuano
- Entrada a Ruta Interportuaria
- Canal El Morro
- Supermercado Unimarc, Población Cruz del Sur
- Estación Los Cóndores
- Nudo Perales
- CGE S/E Perales
- BancoEstado, Sucursal Esmeralda
- Paso Superior Las Golondrinas
- Club Hípico de Concepción
- Supermercado Mayorista 10, Club Hípico
- SuperBodega aCuenta, Villa Acero
- Colegio Sagrados Corazones
- Nudo Nobis